# Station Pawłowice Śląskie
Station Pawłowice Śląskie is een spoorwegstation in de Poolse plaats Pawłowice.